# Велика њорка
Велика њорка (лат. Pinguinus impennis) је била крупна морска птица нелетачица, највећа из реда Charadriiformes и породице њорки (Alcidae). Изумрла је средином 19. века, након вишевековног лова. Насељавала је хладна приобаља северног дела Атлантског океана, где се гнездила на изолованим каменитим острвима, у великим колонијама. Својим изгледом, црно-белом бојом и усправним ходом, веома је подсећала на пингвине — њена крила су такође била прилагођена пливању и такође се хранила морском рибом. 

## Таксономија
Велика њорка је једна од 4.400 животињских врста описаних у делу Systema Naturae Карла Линеа из 18. века. Дат јој је назив Alca impennis. Тек 1791. године је сврстана у свој род Pinguinus . Име рода Pinguinus је изведено из португалског и шпанског назива ове врсте, а име врсте impennis је добила због недостатка летних пера. Анализом митохондријске ДНК је утврђено да јој је најближи сродник мала њорка (Alca torda). На основу пронађених костију у Северној Каролини, утврђено је да је у раном плиоцену постојала још једна врста нелетеће њорке из рода Pinguinus. То је била врста Pinguinus alfrednewtoni, која је била већа од велике њорке, и насељавала је западни део Атлантика. Њу је након изумирања у тој области заменила велика њорка која је дошла са источне стране океана. Шпанци и Португалци су велику њорку звали pinguinos, а Велшани pingwen. Када су Европљани открили пингвине на Јужној хемисфери, дали су им име по великим њоркама, на које су подсећали, иако ове врсте нису у сродству.

## Опис
Велика њорка је у усправном положају била висока 75—85 cm, а тешка око 5 kg. Велике њорке које су живеле северније, имале су већу масу од оних на југу. Мужјаци и женке су били слично обојени, али је постојала разлика у величини кљуна и бутне кости. Леђа, крила и глава били су црне боје, док је стомак био бео. Одликовале су се кратким ногама и вратом, као и малом главом и крилима. За време сезоне парења добијале су крупне беле пеге изнад очију. После сезоне парења ова бела пега се губила и уместо ње њорке би добијале белу пругу са сивом линијом перја, између ока и уха. Током зиме грло би постајало бело. Имале су снажан кљун, дугачак око 11 cm и повијен надоле при врху. Крила су била дугачка само 15 cm, прилагођена пливању. Ноге су јој биле црне и имала је пловне кожице између прстију.

## Распрострањеност
Велика њорка је насељавала хладне воде северног Атлантика, од обала Канаде и североистока САД на западу, преко Гренланда, Исланда, Фарских острва, Британских острва, све до обала Норвешке на истоку. Њени фосили су такође нађени и знатно јужније, на Флориди, Мадеири, обалама Француске и Шпаније, па чак и Италије у Средоземном мору. Остаци велике њорке су пронађени на локалитетима Самер Хејвен, Котон и Касл Винди, на источној обали Флориде. Кости ове птице су такође пронађене у пећинама: Ерико Бара, на северу Шпаније (Бискајски залив), Нерха на југу Шпаније, Арене Кандиде на северу Италије (Лигурско море) и Грота Романели на југу (Пуља). Постоје и фосилни налази са Бермуда (Зелено острво) и Мадеире (Порто Санто).
Напуштала је воду и излазила на копно само током гнежђења, а вероватно је чак и спавала на мору. Гнездилишне колоније су образоване на каменитим острвцима са стрмим обалама. Вероватно никад није ни било више од 20 оваквих колонија у свету. Оне су морале бити близу богатог извора хране и довољно далеко од главног копна и грабљивица, укључујући и човека. Познато је само 7 некадашњих гнездилишних колонија. То су острва: Папа Вестрај (Оркнијска острва), Сент Килда (Шкотска), Гримсеј и Елдеј (Исланд), Фанк (Њуфаундленд), Птичје стене (Залив Сен Лорен). Могуће да се гнездила и на рту Код (Масачусетс). Највећа колонија је била на острву Фанк. Током зиме, велике њорке су у паровима или мањим групама мигрирале према југу.

## Исхрана
Главна храна великих њорки су биле рибе, углавном између 12 cm и 20 cm дужине. Према археолошки налазима на острву Фанк, изгледа да су им већину исхране чинили атлантски менхаден и капелан. Остале врсте у исхрани велике њорке су били морски шкорпион, бакалар, морски ракови итд. Младунци су вероватно јели планктон и полусварену храну родитеља. Велике њорке су се храниле у плитким водама приобаља. Верује се да су ловиле кооперативно, у јатима. Могле су да зароне у просеку до 75 m.

## Размножавање
Парење велике њорке се одвијало почетком или средином маја. Верује се да су парови образовани доживотно. Током сезоне парења, јединке би закретале главом и показивале беле мрље око очију, обележја на кљуновима и жуто грло. Гнездилишне колоније су биле веома густе, са једним паром птица по сваком квадратном метру. 
Женке би снеле само једно јаје годишње, крајем маја или почетком јуна. Полагано је на голој земљи или стени, више од 100 m изнад мора. Оно је било издужено и шпицасто на једном крају. Овакав облик јајета, као и код осталих врста њорки, настао је због гнежђења на литицама. Наиме, јаје може лако да се откотрља низ стеновиту литицу, али овакав шпицасти облик то онемогућава, односно, оно се уместо праволинијског котрљања, врти у круг. Дужина јаја је износила 12.4 cm, а максимална ширина 7.6 cm. Било је жућкасто-бело са црним и смеђим пегама и линијама. На јајету би наизменично лежали женка и мужјак, у усправном положају. Инкубација је трајала 39 — 44 дана.
Младунци су имали сиво перје. Хранила су их оба родитеља и могли су да напусте гнездо и крену према мору две или три недеље након излегања. Родитељи су и даље бринули о њима, а такође су виђани како носе младунца на леђима.

## Изумирање
Велика њорка је ловљена од стране неандерталаца пре више од 100 хиљада година. Доказ за то су кости пронађене поред огњишта. Масован лов, због меса, јаја и перја је почео најкасније у 8. веку. Покољ ових птица је нарочито био изражен за време првих истраживачких експедиција у Северну Америку. Тако је експедиција Жака Картијеа, током потраге за златом на Бафиновом острву, користила месо велике њорке за исхрану и пецање. Касније експедиције би прилазиле гнездилишним колонијама и утеривале у бродове стотине јединки, а затим би се над њима извршио покољ.
До половине 16. века, гнездилишне колоније уз обале Европе, биле су скоро потпуно уништене од стране људи, који су убијали велику њорку и перје користили за израду јастука. Велика Британија је 1794. забранила њено убијање због перја. Јаја ове ретке птице су постала мета богатих колекционара, па је њихово скупљање било уносан посао.
Последња велика њорка са Британских острва је убијена у јулу 1840. године. Ухваћена је на хриди Стак ан Армин код острва Сент Килда. Три човека су је везану држала у животу 3 дана, а затим на смрт претукли штапом, верујући да је вештица.
Задња колонија ових птица је живела на хриди Геирфугласкер (Њоркина стена), код острва Елдеј у близини обале Исланда. Ова вулканска стена је имала стрме стране, те је била неприступачна људима. Међутим, године 1830, дошло је до вулканске ерупције која је потопила ово острвце. Велике њорке су се после тога преместиле на острво Елдеј. Колонија од педесетак птица је откривена 1835. године и почело је убрзано скупљање примерака за музеје. Последњи пар велике њорке, који се гнездио, убијен је 3. јула 1844, а њихово јаје је згњечено.
Последње виђење велике њорке је забележено 1852. године, у близини острва Њуфаундленд.
Данас је у музејима очувано 75 јаја, 24 костура и 81 препарирана примерка велике њорке. Нађено је и преко хиљаду костију ове птице на археолошким локалитетима.